# Апроксимација
Апроксимација је било шта што је слично, али не и једнако, нечему другом.

## Етимологија и употреба
Реч апроксимација је изведена из латинског approximatus, proximus са значењем веома близу и префикс ap- што значи до. Речи као приближан, приближно и апроксимација се користе посебно у техничком или научном контексту. У свакодневном српском, реч као што је око се користи са сличним значењем.
Термин се може применити у различитим својствима (нпр. вредност, количина, слика, опис) који су скоро, али не скроз тачни; слични, али не скроз исти (нпр, приближно време је било 10 сати).
Иако се апроксимација најчешће примењује на бројевима, она се често примењује и на ствари као што су математичке функције, облици и физички закони.
У науци, апроксимација може да се односи на једноставнији процес или модел када је тачан модел тежак за коришћење. Приближан модел користи се за олакшавање прорачуна. Апроксимација се такође може користити ако непотпуне информације спречавају употребу тачних приказа.
Врста апроксимације која се користи зависи од расположивих информација, степена прецизности, осетљивости проблема на ове податке и уштеде (обично времена и напора) који се може постићи апроксимацијом.

## Математика
Теорија апроксимације је грана у математици, квантитативни део функционалне анализе. Диофантинска апроксимација се бави апроксимацијом реалних бројева рационалним бројевима. Апроксимација се обично јавља када је тачан облик или тачан нумерички број непознат или тешко добити. Међутим, неки познати облик може постојати и може бити у могућности да представља стварни облик тако да се не може пронаћи никакво значајно одступање. Такође се користи када број није рационалан, као што је број π, који се често скраћује на 3.14159 или √2 на 1.414.
Нумеричка апроксимација понекад резултира употребом малих бројева значајнијих цифара. Израчунавање вероватно укључује грешке заокруживања које доводе до апроксимације. Табеле дневника, правила слајдова и калкулатори производе приближне одговоре свима, али најједноставније калкулације. Резултати компјутерских прорачуна су обично апроксимација изражена у ограниченом броју значајнијих цифара, иако се могу програмирати да би добили прецизније резултате. Апроксимација може настати када се децимални број не може изразити у ограниченом броју бинарних цифара.
Везано за апроксимацију функција је асимптотска вредност функције, тј. вредност као један или више параметара функције постаје произвољно велика. На пример, збир (k/2)+(k/4)+(k/8)+...(k/2^n) је асимптотски једнак к. Нажалост, у читавој математици се не користи конзистентна нотација, а неки текстови ће користити ≈ у значењу приближно једнако и ~ у значењу асимптотски једнако, док други текстови користе ове симболе обрнуто.
Као још један пример, како би се убрзао степен конвергенције еволуционих алгоритама, апроксимација фитнеса - што доводи до изградње модела фитнес функције за одабир паметних корака претраживања - је добро решење.

## Наука
Апроксимација произлази природно у научним експериментима. Предвиђања научне теорије могу се разликовати од стварних мерења. Ово може бити зато што постоје фактори у стварној ситуацији који нису укључени у теорију. На пример, једноставне рачунице можда не укључују ефекат отпора ваздуха. Под тим околностима, теорија је апроксимација реалности. Разлике се могу појавити и због ограничења у мерној техници. У овом случају, мерење је апроксимација стварне вредности.
Историја науке показује да раније теорије и закони могу бити апроксимације неким дубљим скуповима закона. Према принципу преписке, нова научна теорија треба да репродукује резултате старијих, добро успостављених теорија у оним доменима на којима раде старе теорије. Стара теорија постаје апроксимација новој теорији.
Неки проблеми у физици су сувише сложени да би се решили директном анализом, или би напредак могао бити ограничен расположивим аналитичким алатима. Дакле, чак и када је тачна репрезентација позната, апроксимација може дати довољно тачно решење, а знатно смањује сложеност проблема. Физичари често приближавају облик Земље као сферу иако су много тачнији прикази могући, јер је многе физичке карактеристике (нпр, Гравитација) много лакше израчунати за сферу него за друге облике.
Апроксимација се такође користи за анализу кретања неколико планета око орбите звезда. Ово је изузетно тешко због комплексних интеракција гравитационих ефеката планета који делују један на другог. Приближно решење се врши обављањем итерација. У првој итерацији, гравитационе интеракције планета се игноришу, а претпоставља се да је звезда фиксна. Ако је пожељније прецизније решење, онда се изврши друга итерација, користећи позиције и покрете планета као што је идентификовано у првој итерацији, али додајући гравитациону интеракцију првог реда са сваке планете на друге. Овај процес се може понављати све док се не добије задовољавајуће прецизно решење.
Употреба пертурбација за исправљање грешака може донети тачнија решења. Симулације покрета планета и звезде доносе и тачнија решења.
Најчешће верзије филозофије науке прихватају да су емпиријска мерења увек приближна - они не представљају савршено оно што се мери.
Својства толеранције грешке неколико апликација (нпр, Графичке апликације) омогућава коришћење апроксимације (нпр. Снижавање прецизности нумеричких израчунавања) ради побољшања перформанса и енергетске ефикасности. Овај приступ коришћења намерне, контролисане апроксимације за постизање различитих оптимизација назива се приближно рачунарство.

## Unicode
Симболи који се користе за означавање предмета који су приближно једнаки су таласни или тачкани једнаки знакови.
- ≈ (U+2248, готово једнако)
- ≃ (U+2243), комбинација "≈" и "=", која се такође користи за означавање асимптотски једнако[тражи се извор]
  - ≒ (U+2252), који се користи као "≃" на јапанском и корејском језику
  - ≓ (U+2253), обрнута варијација "≒"
- ≅ (U+2245), још једна комбинација "≈" и "=", која се користи за означавање изоморфизма или понекад конгруенције
- ≊ (U+224A), још једна комбинација "≈" и "=", која се користи за означавање еквивалентности или приближне еквиваленције
- ∼ (U+223C), што се такође понекад користи за назнаку пропорционалности
- ∽ (U+223D), што се такође понекад користи за назнаку пропорционалности
- ≐ (U+2250, приступа граници), који се може користити да представља приступ променљиве, y, до границе; као и обична синтакса,

## LaTeX симболи
(\approx), обично да означе апроксимацију између бројева, нпр.
(\simeq), обично указују на асимптотичку еквиваленцију између функција, нпр. Дакле, писање би било погрешно, упркос широкој употреби.
(\sim), обично да се назначи пропорционалност између функција, исто ће бити и линија изнад.
(\cong), обично да указују на сагласност између фигура.